# Женская сборная Колумбии по водному поло
Женская сборная Колумбии по водному поло — национальная ватерпольная команда, представляющая Колумбию на международной арене. Управляющей организацией является Федерация плавания Колумбии (исп. Federación Colombiana de Natación, FECNA, англ. Colombian Swimming Federation).

## Результаты выступлений

### Чемпионаты мира
| Год        | Место          | И              | В              | Н              | П              | ГЗ             | ГП             | +/-            |
| ---------- | -------------- | -------------- | -------------- | -------------- | -------------- | -------------- | -------------- | -------------- |
| 1986—2019  | не участвовали | не участвовали | не участвовали | не участвовали | не участвовали | не участвовали | не участвовали | не участвовали |
| 2022       | 16             | 5              | 0              | 0              | 5              | 28             | 112            | -84            |
| 2023—н. в. | не участвовали | не участвовали | не участвовали | не участвовали | не участвовали | не участвовали | не участвовали | не участвовали |